# Portomaggiore

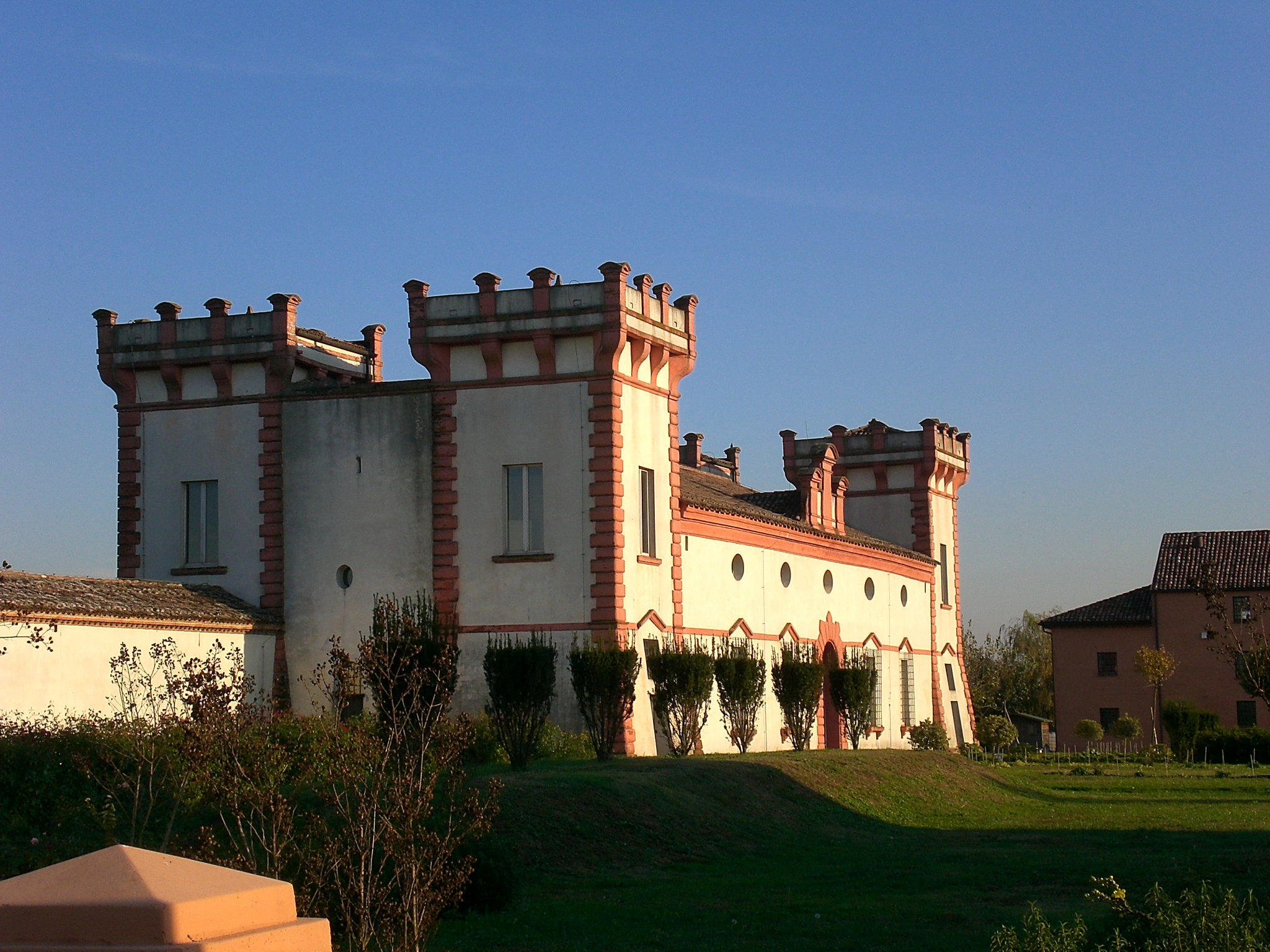
Delizia del Verginese

Portomaggiore is een gemeente in de Italiaanse provincie Ferrara (regio Emilia-Romagna) en telt 12.158 inwoners (31-12-2004). De oppervlakte bedraagt 126,4 km², de bevolkingsdichtheid is 94 inwoners per km².
De volgende frazioni maken deel uit van de gemeente: Gambulaga, Maiero, Runco, Portoverrara, Portorotta, Quartiere, Sandolo, Ripapersico.

## Demografie
Portomaggiore telt ongeveer 5327 huishoudens. Het aantal inwoners daalde in de periode 1991-2001 met 6,5% volgens cijfers uit de tienjaarlijkse volkstellingen van ISTAT.
| Jaar | Inwoneraantal |
| ---- | ------------- |
| 1991 | 12.741        |
| 2001 | 11.907        |

## Geografie
De gemeente ligt op ongeveer 2 meter boven zeeniveau.
Portomaggiore grenst aan de volgende gemeenten: Argenta, Comacchio, Masi Torello, Ostellato, Voghiera.

## Sport
Portomaggiore was op 6 juli 1999 start- en finishplaats van de zevende etappe van de Giro Donne, de vrouwelijke tegenhanger van de Ronde van Italië. De rit, een individuele tijdrit over 13 kilometer, werd gewonnen door de Russische Zoelfia Zabirova.

## Geboren
- Dino Bruni (1932), wielrenner
- Ruben Buriani (1955), voetballer
- Davide Santon (1991), voetballer